# Woodburn (Indiana)
Pour les articles homonymes, voir Woodburn.
Woodburn est une municipalité américaine située dans le comté d'Allen en Indiana.
Woodburn est fondée en 1865 par Joseph K. Edgerton et Joseph Smith, qui souhaitent exploiter des forêts alentour.
Lors du recensement de 2010, sa population est de 1 520 habitants. La municipalité s'étend sur 0,93 mille carré (2,41 km2).